# アルカエオプテリス
アルカエオプテリス（学名: Archaeopteris）は、知られる限り最古の木とされている。アーケオプテリス、アルケオプテリス、アーキオプテリスなどの表記もある。学名は「古代の羽」を意味する。
デボン紀中期から石炭紀前期（ミシシッピ紀）に生息していた。
シダ植物のうち、裸子植物の祖先にあたる前裸子植物に分類される。

## 分布
化石は北アメリカやノルウェーなどから発見されている。

## 特徴
幹などは球果植物に似ており、直径は1.5m、高さは10mに達したと考えられている。
クチクラ層が発達していなかったため、乾燥には強くなく、湿地に生えていたと推定される。